# Basilica della Santissima Annunziata del Vastato

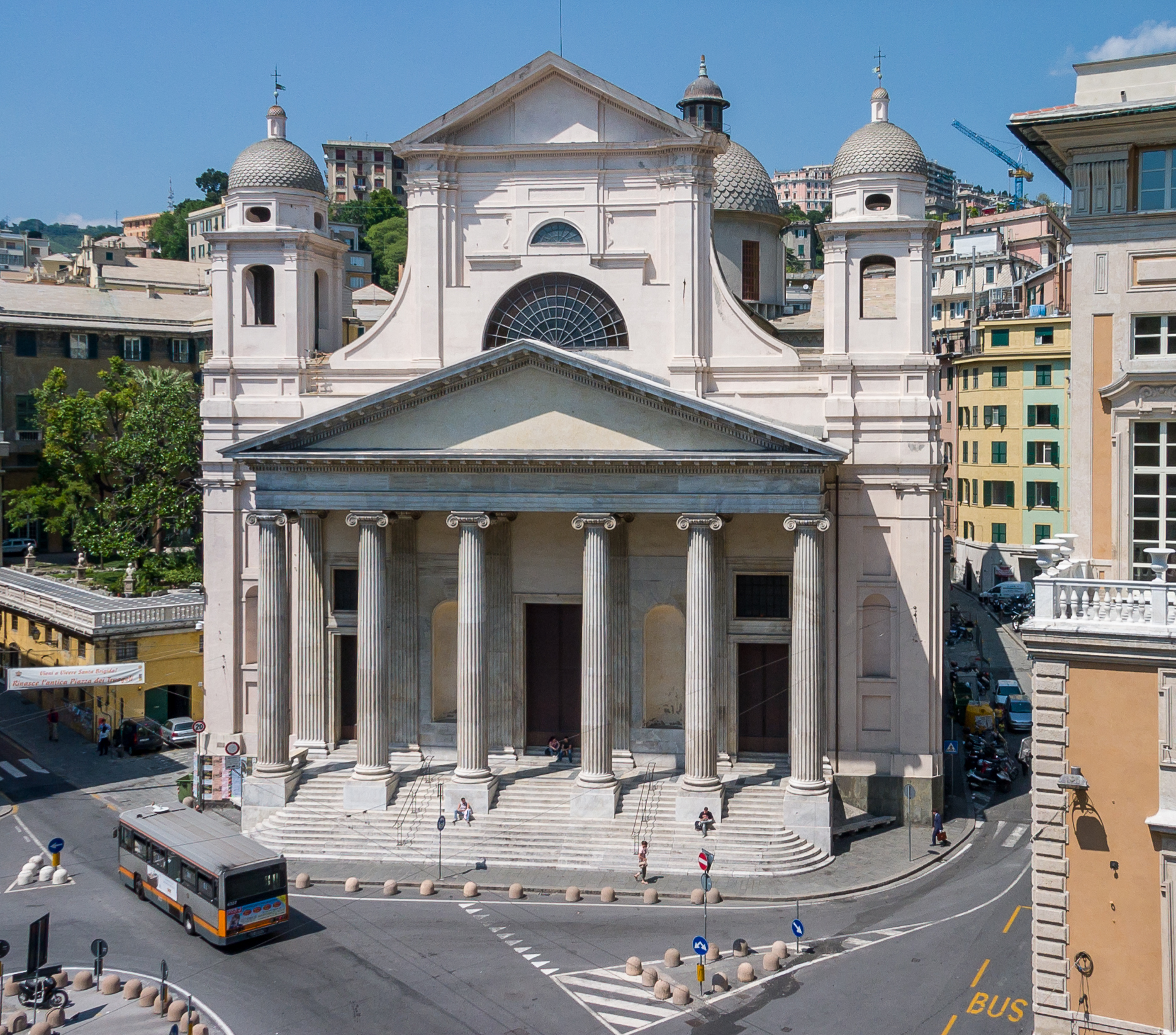
Genua, Basilica della Santissima Annunziata del Vastato (2007)

Die Basilica della Santissima Annunziata del Vastato ist eine Kirche im historischen Zentrum von Genua.
Die Kirche trägt den Zusatznamen Vastato, da sie in einem Bereich außerhalb der Stadtmauern erbaut wurde, in dem die dort befindlichen Gebäude aus Verteidigungsgründen abgebrochen (devastiert) wurden.

## Geschichte
Der Kirchenbau wurde von den Franziskanern um 1520 auf einem Platz, auf dem sich früher die kleine Kirche Santa Maria del Prato befand, begonnen. Der Bau wurde jedoch 1537 gestoppt und erst 1591 unter dem Patronat der Familie Lomellini und der Leitung von Taddeo Carlone weitergeführt.
Im frühen 17. Jahrhundert wurde die reich verzierte Barockdekoration und insbesondere der Kuppel durch den Maler Andrea Ansaldo fertiggestellt. Die heutige klassizistische Fassade wurde von Carlo Barabino in den Jahren 1830–1840 gestaltet.
Während des Zweiten Weltkrieges wurde die Kirche in den Jahren 1942 und 1943 durch Bombardements der Alliierten schwer beschädigt und in den Nachkriegsjahren restauriert.